# 黃朱夏
黃朱夏（韓語：황주하），韓國電視劇編劇。

## 作品

### 電視劇
- 2004年：KBS《海神》
- 2008年：MBC《聚光燈》
- 2011年：SBS《對我說謊試試》
- 2015年：SBS《Mrs. Cop》
- 2016年：SBS《Mrs. Cop 2》
- 2019年：JTBC《風在吹》

## 外部連結
- NAVER搜索